# ダイフレックス
株式会社ダイフレックスは、東京都新宿区に本社を置く建築材料メーカー。企業理念は「存在価値ある企業」である。
建築・土木分野での材料を販売しており、主に樹脂系の塗料などの外装材・防水材・塗り床材を取り扱っている。
材料は技術訓練を実施した業者に販売し認定する制度を採用している。2010年にシーカと資本・業務提携を行い、現在はスイスのSika AGのグループ会社で、日本シーカのシスターカンパニーとなっている。

## 沿革
- 1964年（昭和39年）4月 - 大和インキ工業株式会社の関係会社として大和高分子工業株式会社設立。資本金50万円[4][5]。
- 1988年（昭和63年）7月 - 社名を株式会社ダイフレックスに変更[4]。
- 2003年（平成15年）4月 - 社名を株式会社ダイフレックスホールディングスに変更、分社化[4]。
- 2007年（平成19年）4月 - 社名を株式会社ダイフレックスに戻し、以前分社化した子会社の一部を統合[4]。